# Lac Hawea
 (janvier 2022).
Le lac Hawea est un lac de l'Île du Sud en Nouvelle-Zélande. Il est drainé ou a pour émissaire la rivière Hawea, qui est un affluent gauche du fleuve la Clutha.

## Étymologie
Le lac porte le nom des premiers Iwis originaires de la région de Hastings ,Kāti Māmoe (en), qui se sont déplacés au XVIe siècle vers l'île du Sud (Te Waipounamu).

## Géographie
Le lac Hawea est situé dans le district de Queenstown-Lakes, d' Otago, à environ 66 km au nord-est de Queenstown et à environ 170 km au nord-ouest de Dunedin, le centre administratif de la région d' Otago . À l'extrémité sud du lac s'écoule la rivière Hawea, un affluent du fleuve la Clutha, en direction de la ville d' Albert Town pour traverses Queenstown.
Le lac reçoit le Hunter venant du nord, et les deux rivières Dingle Burn et Timaru, en provenance de l'est. Toute la zone de captage d'eau du lac, qui comprend également de nombreux petits ruisseaux couvre une superficie de 1 694 km2..

## Géologie
Le lac s'est formé il y a environ 10 000 ans dans une dépression post-glaciaire qui a été endiguée au sud par une moraine terminale. La zone urbaine au sud du lac s'étend sur des dépôts glaciaires vieux d'environ 23 000 ans. Sous la partie sud du lac, il y a deux failles actives, la faille Cardrona et la faille Grandview , qui convergent du sud-sud-ouest et du sud-sud-est, sous la partie sud-est du lac.

## Barrage
Un barrage hydroélectrique avait été construit, sur le lac entre 1955 et 1958, afin de produire de l'électricité. Mais à ce jour, il n'est pas en service, l'eau destinée au barrage alimente la rivière Hawea jusqu'à au fleuve Clutha, pour alimenter la centrale électrique de Clyde située à 60 km plus loin.

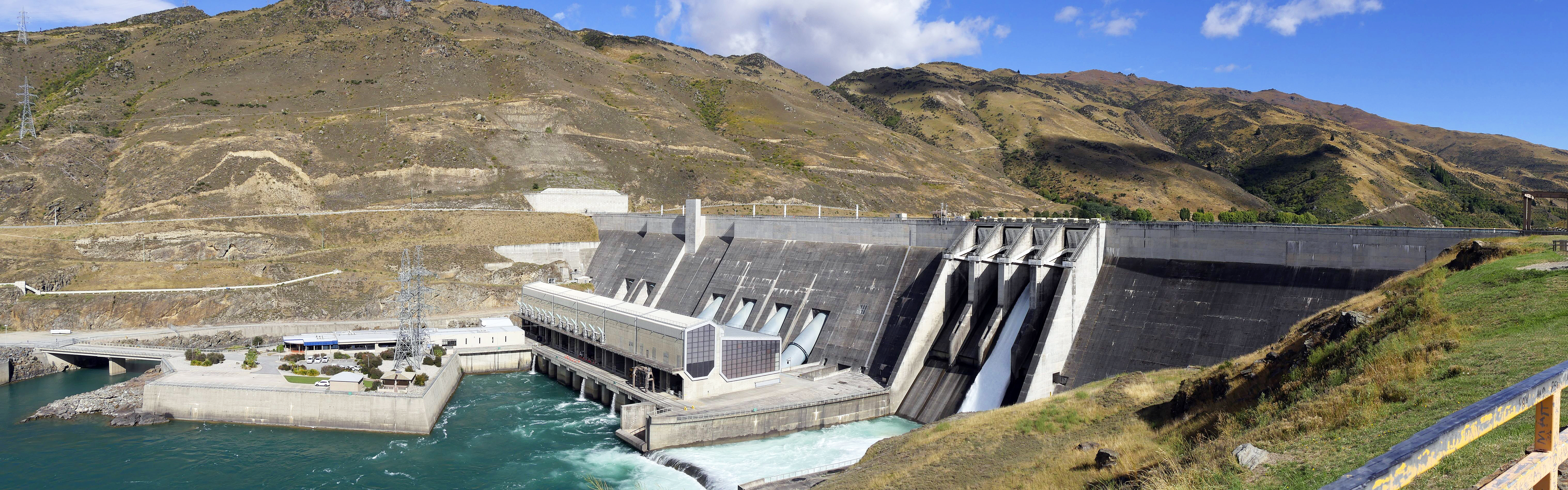
Barrage de Clyde

## Tourisme
La région est une destination de vacances populaire car le lac se prête à de nombreux sports nautiques. Particulièrement  poissonneux il invite également à la  pêche de la truite et du saumon. Les environs sont un haut lieu de randonnées et de découvertes, en été, les plans d'eau sont particulièrement fréquentés par les amateurs de jet-ski, tandis qu'en hiver, les chaînes de montagnes voisines sont idéales pour le ski.